# 프테린
프테린(영어: pterin)은 프테리딘 고리 시스템으로 구성된 헤테로고리 화합물로, 4번 위치에 카보닐기(락탐)과 2번 위치에 아미노기를 각각 포함하고 있다. 프테린은 프테리딘(이환식 헤테로고리 화합물)이라고 불리는 모체 화합물과 구조적으로 관련되어 있다. 관련 화합물들의 집합으로서의 프테린은 추가적인 치환기를 가지고 있는 프테린과 관련된 화합물들을 지칭한다. 프테린 그 자체는 생물학적으로 중요하지 않다.
프테린은 나비의 날개의 색소에서 처음 발견되었기 때문에 그 이름이 그리스어 "πτερόν"(pteron, "날개"를 의미함)에서 유래되었다. 프테론은 생물 세계에서 착색과 관련된 다양한 역할을 한다.

## 프테린 관련 보조 인자
프테린 유도체의 중요한 계열 중 하나는 폴산이다. 폴산은 한 개 이상의 L-글루탐산과 결합된 프테리딘 고리(프테로산으로 알려짐)의 6번 위치에 메틸기와 결합된 4-아미노벤조산을 포함하고 있는 프테린이다. 폴산은 수많은 생물학적 작용기들의 전이 반응에 참여한다. 폴산 의존성 생합성 반응으로는 5-메틸테트라하이드로폴산으로부터 호모시스테인으로 메틸기를 전달하여 L-메티오닌을 생성하는 반응과 10-폼일테트라하이드로폴산으로부터 L-메티오닌으로 폼일기를 전달하여 개시 tRNA에서 N-폼일메티오닌을 생성하는 반응이 있다. 폴산은 또한 퓨린과 피리미딘의 생합성 과정에 필수적이다.

### 생합성 전구체
치환된 프테리딘은 많은 미생물에서 다이하이드로폴산 생합성의 대사 중간생성물이다. 다이하이드로프테로산 생성효소는 글루탐산의 존재 하에 프테리딘과 4-아미노벤조산을 다이하이드로폴산으로 전환시키는 반응을 촉매한다. 다이하이드로프테로산 생성효소는 설폰아마이드 항생제에 의해 저해된다.
몰리브도프테린은 거의 모든 몰리브데넘 및 텅스텐 함유 단백질에서 발견되는 보조 인자이다.

### 테트라하이드로바이오프테린
척추동물의 주요 비공액 프테린인 테트라하이드로바이오프테린은 하이드록실화에 영향을 미치는 세 가지 효소 계열에 관여한다. 방향족 아미노산 하이드록실화효소에는 페닐알라닌 하이드록실화효소, 티로신 하이드록실화효소, 트리토판 하이드록실화효소 등이 있다. 이들은 신경전달물질인 카테콜아민과 세로토닌의 합성에 관여한다. 테트라하이드로바이오프테린은 또한 알킬글리세롤 일산소화효소의 기능을 위해 필요하며, 이 효소는 모노알킬글리세롤을 글리세롤과 알데하이드로 분해하는 반응을 촉매한다. 산화 질소의 합성에서 프테린 의존성 산화질소 생성효소는 아르지닌을 N-하이드록시 유도체로 전환시키며, 이 과정에서 NO를 방출한다.

## 생합성
프테린의 생합성은 GTP 사이클로하이드롤레이스 I의 기질인 구아노신 삼인산(GTP)에서부터 시작된다. GTP 사이클로하이드롤레이스는 원핵생물과 진핵생물 모두에서 발견된다.
|  |

몰리브도프테린의 생합성은 다음과 같이 네 단계로 진행된다. (1) 뉴크레오타이드인 구아노신 5'-삼인산(GTP)의 (8S)‑3',8-사이클로‑7,8‑다이하이드로구아노신 5'‑삼인산(3 ́,8‑cH2GTP)으로의 라디칼 매개 고리화, (2) 3',8‑cH2GTP로부터 고리형 피라노프테린 일인산(cPMP)의 형성, (3) cPMP의 몰리브도프테린(MPT)로의 전환, (4) 몰리브덴산염을 몰리브도프테린(MPT)에 삽입하여 몰리브데넘 보조 인자를 생성한다. 오른쪽의 대사 경로 그림에서 사람의 효소는 괄호 안에 표시되어 있다.

## 기타 프테린
프테린은 기능에 따라 자연에서 다양한 형태로 존재할 수 있다. 척추동물의 비공액 프테린인 테트라하이드로바이오프테린(BH4)은 방향족 화합물의 하이드록실화와 산화 질소의 합성 과정에서의 보조 인자이다. 몰리브도프테린은 몰리브데넘과 결합한 치환된 프테린으로 생물학적 하이드록실화, 질산염의 환원, 호흡 산화에 관여하는 산화환원반응의 보조 인자이다. 테트라하이드로메타노프테린은 메테인 생성 생물에서 사용된다. 사이아노프테린은 남세균에서 기능이 알려지지 않은 프테리딘의 글리코실화 버전이다.
|  |

## 호변이성질체

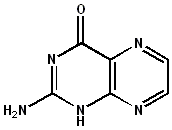
2-아미노프테리딘-4(1H)-온
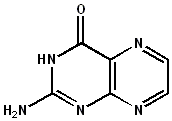
2-아미노프테리딘-4(3H)-온
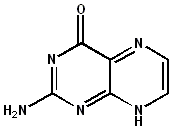
2-아미노프테리딘-4(8H)-온
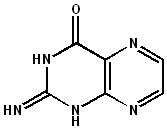
2-이미노-2,3-다이하이드로프테리딘-4(1H)-온
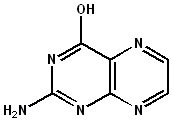
2-아미노프테리딘-4-올

## 같이 보기
- 폴산
- 몰리브도프테린
- 프테리딘
- 테트라하이드로바이오프테린
- 테트라하이드로메타노프테린